# Сандяяха
Сандяяха (устар. Сандя-Яха) — река в России, протекает по Ямало-Ненецкому АО. Устье реки находится в 212 км по левому берегу реки Ярудей. Длина реки составляет 58 км.

## Притоки
- 12 км: Янгняяха
- 24 км: Нядэйяхако
- 33 км: Латамбойяха
- 38 км: Хасенанаяха
- Тюнлянггвар

## Данные водного реестра
По данным государственного водного реестра России относится к Нижнеобскому бассейновому округу, водохозяйственный участок реки — Надым, речной подбассейн реки — подбассейн отсутствует. Речной бассейн реки — Надым.
Код объекта в государственном водном реестре — 15030000112115300051481.